# Tanjung Dayang Utara
Tanjung Dayang Utara is een bestuurslaag in het regentschap Ogan Ilir van de provincie Zuid-Sumatra, Indonesië. Tanjung Dayang Utara telt 914 inwoners (volkstelling 2010).